# Tornado evil cat
Торнадо злая кошка (Tornado evil cat на англ.) - мем, самая злая и могущественная кошка на планете земля одного парня в интернете.
Торнадо это существующая кошка на самом деле (Шустрик). Торнадо это ещё не популярный (на момент 15 августа 2025 года) мем. 
Торнадо как кошка существует на планете земля в городе Владикавказ. Особенность Торнадо в том что она невероятно злая и очень толстая. Торнадо существует во всех измерениях всю историю нашей видимой вселенной. Торнадо обладает сильнейшими способностями среди всех существ во всех вселенных ( учитывая вселенные мультсериалов, фильмов, комиксов, манг, хентаев, игр, сериалов, выдумок любых людей)

## Торнадо - олицетворение безумия
Торнадо сущее зло и капелька добра. Исходя из сюжета сказанного одним загадочным парнем в интернете:
"Самое могущественное существо во вселенной TEMIR (немного пухлый парень с удивительными способностями) спасает планет от супер-злодея VITYA (тоже сильнейшее существо) но терпит поражение, TEMIR отправляет на планету земля луч всевластия который даст существо попавшему под него 50% его суперсилы (100^45 кдж). На встречу лучу проходил парень который был избран судьбой. Но по случайному невезению именно кошка Торнадо попала под луч. После этого кошка получила 50% суперсил TEMIR'а"

### Все способности кошки Торнадо
1.Умение летать (пример в первом комиксе про Торнадо, почти все версии Торнадо кошки умели летать и быстро перемещаться в воздухе)
2.Стрельба лазерами из глаз (в первом комиксе про Торнадо, Торнадо младший (Tornado JR) при битве с фашисткой Германией он стрелял лазерами из глаз)
3.Перемещение во времени/пространстве
4. (статья будет дополняться )